# František Tadeáš Blatt
František Tadeáš Blatt (1793 Praha – 9. března 1856 Praha) byl český klarinetista, skladatel a hudební pedagog.

## Život
Ještě v dětství se rodina odstěhovala do Vídně. Ve Vídni navštěvoval malířskou akademii. V roce 1807 se vrátil do Prahy a začal na Pražské konzervatoři studovat hru na klarinet u Václava Farníka a skladbu u Dionysa Webera.
Od roku 1814 konal úspěšná koncertní turné po Německu a severní Evropě. V roce 1820 nahradil svého učitele Farníka na pražské konzervatoři. Od roku 1817 byl prvním klarinetistou orchestru Stavovského divadla. Velké uznání za svou hru sklidil od hudebního skladatele Hectora Berlioze, když jej po představení, které řídil, vyhlásil nejlepším hudebníkem dne.
Proslulost získal i jako pedagog. V roce 1827 publikoval školu pro klarinet, Méthode complète pour la clarinette, zaměřenou na klarinet s devíti a dvanácti klapkami. Rozšířené vydání z roku 1839 obsahuje prstoklad i pro klarinet se 13 klapkami.
Kromě klarinetu vyučoval i zpěv a vydal i učebnici zpěvu: Kurzgefasste theoretische praktische Gesangschule (1829).

### Rodinný život
Byl ženat s Johannou, rozenou Kotulovou (1800-??), se kterou měl syny Friedericha, Adolfa a Ludwiga a dcery ?? a Annu.

## Dílo
Komponoval zejména pro svůj nástroj. Jako instruktivní i koncertní literatura jsou dodnes užívány např.:
- Variace c-moll op. 12
- Variace g-moll op. 14
- 12 Capricci in Forma di Studio Op.17
- 15 zábavných etud pro klarinet op. 26
- Klarinetové trio op. 27
- Koncert pro klarinet a orchestr op. 28
- Douze Études (12 etud), Op. 33
- 24 Esercizi di Meccanismo (ed. A.Giampieri)
- Trio in Es

Komponoval četné skladby a pedagogickou literaturu i pro hoboj a lesní roh. Jeho skladby jsou dnes často využívány i při výuce hry na saxofon. (20 Exercices de Perfectionnement pour hautbois ou saxophone)